# One More Day (Stay with Me)
One More Day (Stay with Me) is een nummer van de Britse zanger en producer Example uit 2014. Het is de derde single van zijn vijfde studioalbum Live Life Living.
Het nummer zou aanvankelijk de titel "Stay with Me" krijgen, omdat deze tekst in het refrein ook veel voorkomt. Maar omdat Sam Smith rond die tijd ook een nummer getiteld "Stay with Me" uitbracht, koos Example voor de titel "One More Day" met tussen haakjes "Stay with Me". Example wilde een popnummer maken met dance-invloeden, in de stijl van andere Britse hits uit die tijd, zoals "Ready for Your Love" van Gorgon City en "Rather Be" van Clean Bandit en Jess Glynne. Doordat deze nummers zo succesvol waren, dacht Example met "One More Day" ook een grote hit te kunnen scoren. In het Verenigd Koninkrijk lukte dat aardig; het haalde daar de 4e positie. Buiten de Britse eilanden flopte het nummer echter. In Nederland haalde het nummer bijvoorbeeld geen hitlijsten, en in Vlaanderen haalde het slechts de 83e positie in de Tipparade.